# Worthington's White Shield
Worthington's White Shield (5,6% alc/vol) је био бренд пива које се продавало флаширано. Класификовано је као India pale ale.
White Shield је први пут произвела пивара Worthington у Буртон на Тренту 1829. године, првенствено за потребе извоза по територији Британског царства.
Пиво је трипут освајала CAMRA Champion Bottled Beer of Britain Gold, више него било које друго пиво.
White Shield је било најпродаваније флаширано пиво у Британији у 2013. Током 2018. је наведено да је продаја пива опала. Производња је обустављена у августу 2023.